# Haematopus moquini
El ostrero negro africano (Haematopus moquini) es una especie de ave caradriforme de la familia Haematopodidae que habita en las costas namibias y sudafricanas.